# Antonia Zegers
Antonia Zegers Oportot (* 29. Juni 1972 in Santiago de Chile) ist eine chilenische Theater- und Filmschauspielerin.

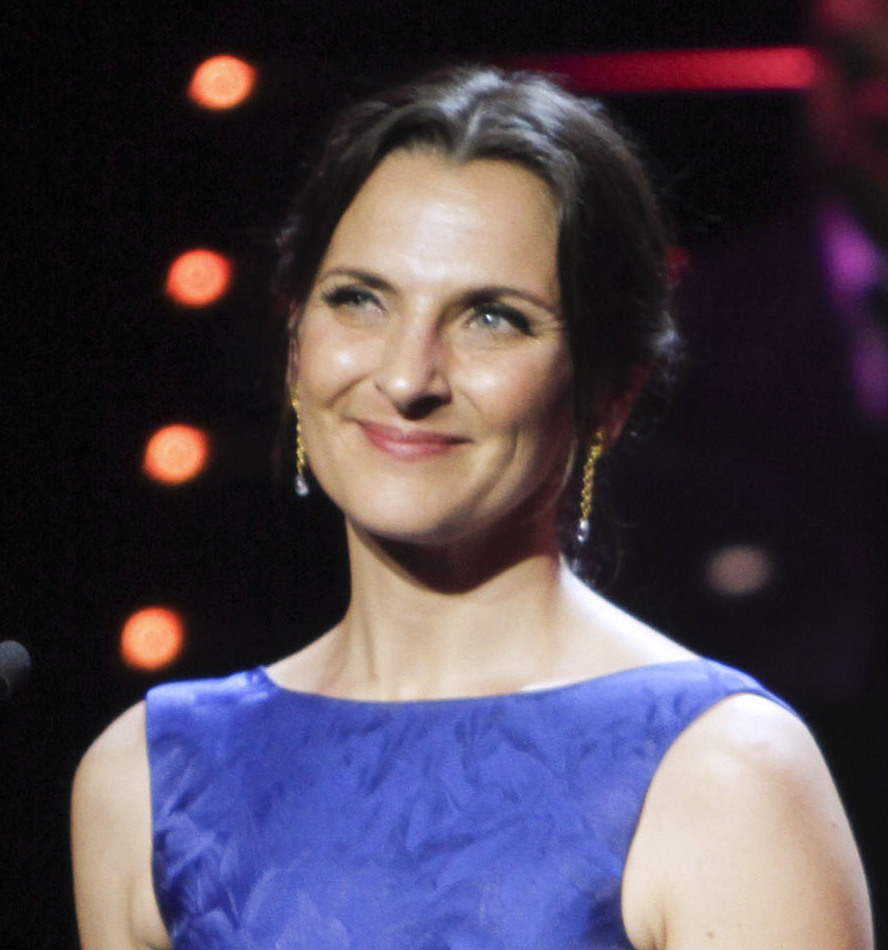
Antonia Zegers (2015)

## Leben und Karriere
Antonia Zegers ist die älteste Tochter des Gynäkologen Fernando Zegers Hochschild, eines Chilenen österreichischer Abstammung, und von Mónica Oportot Salbach, einer buddhistischen Fotografin. Sie hat eine Schwester namens Emilia. Sie studierte an der Privatschule Saint George’s College und besuchte nach Abschluss ihres Sekundarstudiums die Theaterhochschule von Gustavo Meza in Santiago. Nach Abschluss ihres Schauspielstudiums wurde sie vom chilenischen Staatssender Televisión Nacional de Chile (TVN) engagiert, um in selbstproduzierten Seifenopern aufzutreten. Dort erlangte sie aufgrund der damals hohen Fernsehzuschauerzahlen in dem Land, in dem es dieses Fernsehgenre gab, große Popularität. Ihr Filmdebüt gab sie 1995 mit dem Film En tu casa a las ocho unter der Regie von Christine Lucas.
Im Dezember 2006 heiratete sie den chilenischen Filmregisseur Pablo Larraín, mit dem sie zwei Kinder hat. In mehrerer seiner Filme hatte sie Schauspielrollen, so zum Beispiel in Tony Manero 2008, No! 2012, Barrio Universitario 2013 oder in El Club 2015. Die Beziehung endete 2015 mit der anschließenden Scheidung.
2018 gewann der Film Eine fantastische Frau von Sebastián Lelio, in dem sie mitspielte, den Oscar für den besten fremdsprachigen Film.

## Filmografie

### Filme
- 1995: En tu casa a las ocho
- 1999: Equipado con caja automática
- 1999: María Luisa en la niebla
- 2000: Smog
- 2002: Fragmentos urbanos
- 2003: Sábado
- 2007: Pecados, confesiones de mujer
- 2008: Tony Manero
- 2010: La vida de los peces
- 2010: Post Mortem
- 2012: No!
- 2013: Barrio Universitario
- 2015: El Club
- 2017: Eine fantastische Frau (Una mujer fantástica)
- 2018: Los Perros
- 2018: No estoy loca
- 2020: Perra vida
- 2022: 1976
- 2022: El castigo
- 2023: El Conde

### Fernsehserien
- 1997: Eclipse de Luna
- 1998: Iorana
- 1998: Sucupira, la comedia
- 1999: La Fiera
- 2000: Romané
- 2001: Pampa Ilusión
- 2002: El circo de las Montini
- 2003: Puertas adentro
- 2003: La vida es una lotería
- 2004: Los Pincheira
- 2005: Los Capo
- 2006: Entre Medias
- 2007: Alguien te mira
- 2007: Amor por accidente
- 2009: Sin Anestesia
- 2011: Prófugos
- 2012: Amar y morir en Chile
- 2014: El hombre de tu vida
- 2015: Pobre gallo
- 2019: Amar a morir
- 2020: Die Meute (La Jauría)
- 2020: Dignity